# Episodi de Le bizzarre avventure di JoJo (quarta stagione)
Le bizzarre avventure di JoJo: Vento Aureo è la quarta stagione della serie televisiva anime Le bizzarre avventure di JoJo. È stata annunciata da Hirohiko Araki nel corso dell'esibizione "Ripples of Adventure" il 21 giugno 2018 e l'episodio pilota è stato proiettato in anteprima il 5 luglio seguente all'Anyerri Hall di Tokyo e al Japan Expo di Parigi e il 7 luglio all'Anime Expo di Los Angeles. La trasmissione televisiva giapponese è iniziata il 5 ottobre 2018 ed è terminata il 28 luglio 2019, a cadenza settimanale, sui canali Tokyo MX, Nippon BS Broadcasting e Mainichi Broadcasting e conta 39 episodi.
La stagione ripercorre il quinto arco narrativo del manga originario, Vento Aureo, in cui nel 2001 Koichi Hirose si reca in Italia su richiesta di Jotaro Kujo per indagare su Giorno Giovanna, un aspirante gangster mafioso che è il figlio di Dio Brando. La serie segue Giorno nel suo tentativo di scalata nei ranghi della cosca criminale Passione per ottenerne infine il comando e cambiarla dall'interno. La stagione è resa disponibile in simulcast con sottotitoli in diverse lingue, tra cui l'italiano, sulla piattaforma Crunchyroll per il Nord, Centro e Sud America, l'Oceania, il Sud Africa, l'Europa e il Medio Oriente e con sottotitoli in italiano sulla web tv VVVVID della Dynit.
La sigla di apertura adottata per la prima parte della stagione è Fighting Gold dei Coda, mentre la sigla di chiusura è il singolo del 1995 dei Jodeci Freek'n You. A partire dalla seconda parte vengono sostituite da Uragirimono no Requiem di Daisuke Hasegawa e Yūgo Kanno come apertura e da Modern Crusaders del gruppo tedesco Enigma come chiusura.

## Lista episodi

### Vento Aureo
| Nº   | Nº tot | Titolo italiano Giapponese 「Kanji」 - Rōmaji | In onda          | In onda |
| Nº   | Nº tot | Titolo italiano Giapponese 「Kanji」 - Rōmaji | Giapponese       |         |
| 1    | 114    | Gold Experience 「黄金体験」 - Gōrudo Ekusuperiensu | 5 ottobre 2018   |         |
| 1    | 114    | Nel 2001, due anni dopo gli eventi di Diamond Is Unbreakable, Koichi Hirose si reca a Napoli su richiesta di Jotaro Kujo per indagare su un ragazzo di nome Haruno Shiobana. Atterrato all'aeroporto, Koichi si imbatte fortuitamente nel giovane, il quale si fa chiamare Giorno Giovanna, e viene da questi derubato della valigia. Grazie al suo stand Gold Experience, che è in grado di dare vita alle cose inanimate e far loro riflettere al mittente i danni subiti, Giorno sfugge a Koichi e mette al tappeto il gangster Luca il lacrimoso, il quale esigeva una parte dei proventi del giovane per permettergli di operare sul suo territorio. Koichi fa rapporto a Jotaro e apprende che Giorno è in realtà figlio di Dio Brando. Giorno intanto sale sul tram, ma viene raggiunto da Bruno Bucciarati, un gangster inviato dal boss per eliminare l'assalitore di Luca. Bucciarati ricorre al suo stand Sticky Fingers per estorcere la verità da Giorno. |                  |         |
| 2    | 115    | Arriva Bucciarati 「ブチャラティが来る」 - Bucharati ga kuru | 12 ottobre 2018  |         |
| 2    | 115    | In un flashback si apprende che Giorno è nato in Giappone, ma la madre si era presto sposata con un italiano e si era trasferita con il piccolo a Napoli. L'infanzia di Giorno, dominata dalle violenze dei suoi coetanei e del patrigno aveva preso una piega inaspettata dopo che aveva soccorso un gangster ferito, il quale fece in modo che tutti lo trattassero con rispetto. Giorno sviluppò quindi una forte attrazione per il mondo della criminalità organizzata. Nel presente, Giorno si difende dagli attacchi di Sticky Fingers di Bucciarati e usa Gold Experience per colpire il suo avversario e accelerarne i sensi. Bucciarati ricorre al suo potere di creare cerniere su ogni cosa per nascondersi all'interno di un passante, ma Giorno lo scova trasformando un suo dente in una mosca. Sebbene riesca infine a sconfiggerlo, Giorno decide di risparmiare Bucciarati e gli chiede invece di aiutarlo a entrare nella sua organizzazione per prenderne il controllo e cambiarla dall'interno. |                  |         |
| 3    | 116    | Il malavitoso dietro le sbarre 「塀の中のギャングに会え」 - Hei no naka no gyangu ni ae | 19 ottobre 2018  |         |
| 3    | 116    | Bucciarati accetta di introdurre Giorno nella sua cosca Passione, organizzando un incontro tra il ragazzo e il caporegime Polpo, il quale valuterà la sua idoneità a entrare a far parte del gruppo. Giorno fa quindi visita a Polpo in prigione e riceve da questi l'incarico di vegliare sulla fiamma di un accendino per un giorno per dare prova della sua affidabilità. Dopo essere riuscito a trafugare l'accendino dalla prigione, Giorno giunge al suo dormitorio, ma è costretto ad abbandonarlo quando Koichi si introduce nella sua camera in cerca del passaporto rubatogli. Mentre Giorno si allontana, la fiamma dell'accendino viene spenta accidentalmente dall'addetto alle pulizie del dormitorio. Quando l'uomo riattizza l'accendino, appare lo stand di Polpo, Black Sabbath, il quale trafigge l'addetto alle pulizie con la Freccia, uccidendolo, e si scaglia poi su Giorno. |                  |         |
| 4    | 117    | L'ingresso nella banda 「ギャング入門」 - Gyangu nyūmon | 26 ottobre 2018  |         |
| 4    | 117    | Dopo essere sfuggito ad alcuni suoi attacchi, Giorno intuisce che Black Sabbath può muoversi solo nell'ombra ed è vulnerabile alla luce del sole. Anche Koichi viene bersagliato, in quanto ha assistito alla riaccensione dell'accendino, e si rende conto che Black Sabbath è uno stand controllato a distanza che fa uso della Freccia in grado di risvegliare i poteri stand nelle sue vittime. Giorno e Koichi collaborano quindi per attirare Black Sabbath alla luce del sole e infine distruggerlo. Appreso del piano di Giorno, Koichi decide di tenerlo per sé per non metterlo a repentaglio. Il giorno seguente, Giorno riporta l'accendino a Polpo e viene accettato nell'organizzazione Passione; prima di andarsene, però, il giovane trasforma una pistola nella cella di Polpo in una banana, facendo sì che poco dopo il capomafia si uccida, come punizione per aver assassinato l'addetto alle pulizie. Bucciarati porta quindi Giorno a conoscere il resto della sua squadra di portatori di stand. |                  |         |
| 5    | 118    | L'eredità di Polpo! 「ポルポの遺産を狙え！」 - Porupo no isan o nerae! | 2 novembre 2018  |         |
| 5    | 118    | La notizia del suicidio di Polpo si diffonde tra i ranghi di Passione, insieme alle voci che Bucciarati è apparentemente a conoscenza del nascondiglio del tesoro del caporegime. Nel frattempo Giorno viene presentato ai membri della squadra di Bucciarati: Leone Abbacchio, Narancia Ghirga, Guido Mista e Fugo Pannacotta. La squadra si imbarca su uno yacht e si dirige a Capri, per recuperare il tesoro di Polpo e ambire così alla posizione del defunto boss. Sull'imbarcazione, tuttavia, i mafiosi vengono attaccati da uno stand che cattura Narancia, Mista e Fugo. Scoperto il nascondiglio del nemico tramite Gold Experience, Giorno fa da esca per farlo uscire allo scoperto, spingendo Abbacchio, che fino ad allora si era mostrato diffidente nei confronti di Giorno, a intervenire con il suo stand. |                  |         |
| 6    | 119    | Il contrattacco di Moody Blues 「ムーディー・ブルースの逆襲」 - Mūdī Burūsu no gyakushū | 9 novembre 2018  |         |
| 6    | 119    | Dopo che anche Giorno è stato catturato, Abbacchio usa il suo stand Moody Blues per ripercorrere le azioni compiute da Narancia negli ultimi cinque minuti. Lui e Bucciarati ne deducono che lo stand nemico, Soft Machine, ha la capacità di sgonfiare gli avversari come palloncini e di introdurli in spazi angusti. Ricorrendo a Sticky Fingers, Bucciarati cerca in tutti i modi di risalire al nascondiglio del nemico, ma fallisce; sospettando che vi sia ancora un mistero dietro al potere di Soft Machine, Abbacchio si fa allora catturare per lasciare una scia al compagno. Bucciarati apre quindi una falla nella nave, facendola affondare; l'utilizzatore Mario Zucchero è così costretto a uscire allo scoperto, mentre viene rivelato che era stato in grado di nascondersi a bordo di una seconda nave che aveva sovrapposto perfettamente alla prima tramite i suoi poteri. Bucciarati lo sconfigge e salva quindi i suoi compagni. |                  |         |
| 7    | 120    | Arriva Sex Pistols, parte 1 「セックス・ピストルズ登場 その①」 - Sekkusu Pisutoruzu tōjō sono 1 | 16 novembre 2018 |         |
| 7    | 120    | La banda di Bucciarati cerca invano di estorcere con la forza da Zucchero informazioni circa suoi eventuali complici. Abbacchio usa quindi Moody Blues per ripercorrere le azioni di Zucchero a bordo della nave e scopre così che l'uomo si era messo in contatto con un suo compagno che già li attende a Capri. Per non allarmarlo e fargli credere che il suo piano sia riuscito, i gangster continuano la navigazione verso Capri, mentre Giorno e Mista sbarcano sull'isola in anticipo per trovare l'uomo prima dell'approdo della nave. I due individuano il compagno di Zucchero, Sale, e Mista riesce a ferirlo alla gamba con il suo stand Sex Pistols, formato da esserini con cui può direzionare a piacimento i proiettili. Sale tuttavia monta su un camion in partenza e Mista lo segue lasciando indietro Giorno. |                  |         |
| 8    | 121    | Arriva Sex Pistols, parte 2 「セックス・ピストルズ登場 その②」 - Sekkusu Pisutoruzu tōjō sono 2 | 23 novembre 2018 |         |
| 8    | 121    | Mista sorprende Sale sul tetto del camion, ma il proiettile che gli spara in testa è fermato poco sotto l'epidermide dallo stand nemico Kraftwerk, che permette all'uomo di fissare oggetti e persone nello spazio. Anche Mista viene bloccato al camion, ma prima che Sale possa colpirlo lo fa cadere dal veicolo, liberandosi. Invulnerabile agli attacchi di Mista, Sale raggiunge nuovamente il camion, e sfrutta i suoi poteri per accumulare energia potenziale in un proiettile e scagliarlo poi contro Mista, ferendolo. Mista spara allora il suo ultimo colpo, che grazie a Sex Pistols elude le difese del nemico e si conficca nel proiettile già presente nella testa di Sale, facendolo penetrare nel cranio. Insieme allo svenuto Sale, Mista si fa riaccompagnare al porto. |                  |         |
| 9    | 122    | Il primo incarico del boss 「ボスからの第一指令」 - Bosu kara no dai-ichi shirei | 30 novembre 2018 |         |
| 9    | 122    | Il gruppo di Bucciarati si riunisce a Capri, dove è raggiunto dal caporegime di Passione, Pericolo. Bucciarati gli consegna il tesoro che era nascosto in un bagno pubblico e Pericolo lo nomina caporegime del territorio che apparteneva in precedenza a Polpo. Egli assegna inoltre al gruppo l'incarico di proteggere Trish Una, la figlia del boss di Passione, da alcuni traditori all'interno della cosca che sono alla ricerca di indizi sull'identità del boss per poterlo rovesciare. Tornati a Napoli, Bucciarati e i suoi uomini si nascondono in una villa di campagna insieme a Trish, ma mentre è in città per fare acquisti, Narancia è scoperto da uno dei traditori, Formaggio. Narancia ricorre al suo stand Aerosmith per eliminare la minaccia, ma Formaggio ferisce il giovane, si fa piccolo grazie ai poteri dello stand Little Feet e si nasconde inosservato nella tasca di Narancia, sperando così di essere condotto al rifugio di Trish. |                  |         |
| 10   | 123    | La squadra di assassini 「暗殺者チーム」 - Hittoman Chīmu | 7 dicembre 2018  |         |
| 10   | 123    | Formaggio si scopre far parte di un gruppo di traditori in seno alla cosca Passione chiamati Squadra Esecuzioni. Due anni prima degli eventi attuali, due membri della squadra, Sorbetto e Gelato, erano stati uccisi per ordine del boss per aver cercato di risalire alla sua identità. Da allora il gruppo aveva interrotto i suoi sforzi, salvo riacquistare coraggio con la comparsa della figlia del boss. Narancia scopre che la ferita inflittagli da Formaggio lo sta facendo rimpicciolire, ma il suo tentativo di allertare Bucciarati viene sabotato dall'avversario. Intuendo allora che Formaggio si trovi ancora nei paraggi, Narancia usa l'abilità di Aerosmith di rilevare i suoi obiettivi dalla loro respirazione per individuarlo e costringerlo alla fuga nelle fogne. Formaggio tenta di nascondersi tra un gruppo di topi, ma Aerosmith lo scopre e lo crivella di colpi; il sicario tuttavia si salva ingigantendosi all'ultimo e minimizzando così i danni dei proiettili. |                  |         |
| 11   | 124    | L'Aerosmith di Narancia 「ナランチャのエアロスミス」 - Narancha no Earosumisu | 14 dicembre 2018 |         |
| 11   | 124    | Formaggio intrappola Narancia, ancora rimpicciolito, all'interno di una bottiglia con un ragno per estorcergli il nascondiglio della banda di Bucciarati e di Trish. Tuttavia il serbatoio di una macchina colpita in precedenza da Aerosmith esplode, avvolgendo Formaggio nelle fiamme e facendo tornare Narancia alle sue dimensioni. Il sicario usa il proprio sangue per spegnere il fuoco e poi si rimpicciolisce così da rendersi invisibile al radar di Aerosmith tra il fumo. Allora Narancia dà fuoco all'intera via per costringere il suo avversario a uscire allo scoperto e infine ucciderlo. Più tardi alla tenuta di campagna, Bucciarati riceve l'ordine dal boss di recuperare la chiave di un mezzo per portare Trish in salvo che si trova agli scavi archeologici di Pompei; Bucciarati incarica Giorno, Fugo e Abbacchio della missione, mentre lui, Mista e Narancia restano alla tenuta per proteggere Trish. |                  |         |
| 12   | 125    | Il secondo ordine del boss 「ボスからの第二指令」 - Bosu kara no daini shirei | 21 dicembre 2018 |         |
| 12   | 125    | Giorno, Fugo e Abbacchio arrivano a Pompei in cerca della chiave, che si trova nella Casa del Poeta Tragico vicino al mosaico del cane. Per strada si imbattono in uno specchio, controllato da Illuso della Squadra Esecuzioni e dal suo stand Man in the Mirror, che attira Fugo al suo interno. Fugo evoca il suo stand Purple Haze, ma invece che apparire nel mondo degli specchi dove è intrappolato, questo si materializza nel mondo reale vicino a Giorno e Abbacchio. Fugo prova ugualmente ad attaccare con il letale virus di Purple Haze, ma il potere di Illuso impedisce l'ingresso nel mondo degli specchi a qualsiasi elemento non autorizzato; il giovane così rompe lo specchio con il suo stand per far pervenire un messaggio ai suoi compagni. Abbacchio, intanto, intende portare a termine la missione, mentre Giorno si rifiuta di abbandonare Fugo. |                  |         |
| 13   | 126    | Man in the Mirror e Purple Haze 「マン・イン・ザ・ミラーとパープル・ヘイズ」 - Man in za Mirā to Pāpuru Heizu | 28 dicembre 2018 |         |
| 13   | 126    | Abbacchio tenta di recuperare la chiave, ma Illuso utilizza un frammento di vetro per attirare metà del suo corpo e del suo stand nel mondo degli specchi, lasciando le altre metà nel mondo reale e incapacitandoli entrambi. Dando ancora una volta la priorità alla missione, Abbacchio si taglia la mano così che l'arto libero di Moody Blues possa prendere la chiave e consegnarla a Giorno. Invece che fuggire, il ragazzo si fa catturare da Illuso all'interno del mondo degli specchi, in modo da contaminare il nemico con il virus di Purple Haze con il quale si era precedentemente infettato. Sacrificando il braccio infetto, Illuso si trasporta nel mondo reale, dove un serpente trasformato da Gold Experience ne rileva la posizione, permettendo infine a Purple Haze di ucciderlo. Con la morte del nemico il mondo degli specchi svanisce; Giorno utilizza gli anticorpi del serpente per sviluppare un antidoto al veleno, mentre Fugo si occupa di curare le ferite di Abbacchio. |                  |         |
| 13.5 | 126.5  | 「ジョジョの奇妙な冒険 黄金の風 Inizio del vento aureo」 - JoJo no kimyō na bōken Inizio del vento aureo | 4 gennaio 2019   |         |
| 13.5 | 126.5  | Episodio riassuntivo degli eventi delle prime 13 puntate. |                  |         |
| 14   | 127    | Un rapido per Firenze 「フィレンツェ行き超特急」 - Firentse iki chōtokkyū | 11 gennaio 2019  |         |
| 14   | 127    | Seguendo le istruzioni riportate sulla chiave, il gruppo giunge alla stazione di Napoli per trovare il mezzo indicato dal capo e prendere il treno per Venezia. Bucciarati scopre che la chiave combacia con la fessura sul guscio di una tartaruga chiamata Coco Jumbo che si trova sul binario e, mentre sale sul treno in partenza, lo stand dell'animale, Mr. President, si attiva attirando il gruppo all'interno del suo corpo. Insospettiti dal comportamento di Bucciarati, Prosciutto e Pesci della Squadra Esecuzioni salgono anch'essi sul treno. Per stanarli Prosciutto attiva il suo stand, The Grateful Dead, inondando i vagoni di un gas che fa invecchiare pericolosamente tutti i viaggiatori. Giorno intuisce che il processo di invecchiamento è più lento nelle persone dalla temperatura corporea più fredda, così da salvaguardare le giovani ragazze come Trish. Equipaggiato con tutto il ghiaccio che il gruppo ha a disposizione, Mista esce allora dalla tartaruga per disabilitare lo stand, ma, al momento di attivare l'aria condizionata, cade nella trappola di Pesci ed è agganciato alla lenza del suo stand, Beach Boy. |                  |         |
| 15   | 128    | The Grateful Dead, prima parte 「偉大なる死 その①」 - Za Gureitofuru Deddo sono 1 | 18 gennaio 2019  |         |
| 15   | 128    | Mentre Pesci ritira la lenza, l'amo di Beach Boy penetra in profondità nel corpo di Mista verso il cervello. Mista spara allora alcuni proiettili di Sex Pistols per distruggere il contenitore del ghiaccio che Pesci teneva nelle vicinanze per rinfrescarsi e contrastare così l'invecchiamento di The Grateful Dead. Pesci va nel panico e ritira il suo stand, liberando Mista; ma Prosciutto, che si era invecchiato di proposito per nascondersi tra i passeggeri, lancia un attacco a sorpresa, invecchia Mista con The Grateful Dead e gli spara in testa, lasciandolo per morto. Prosciutto e Pesci si dirigono poi verso la cabina di guida, dove trovano la tartaruga con al suo interno la banda di Bucciarati. Mista è però sopravvissuto grazie a Sex Pistols e invia uno dei suoi proiettili a Bucciarati per consegnargli il suo ultimo cubetto di ghiaccio; il giovane leader può quindi contrattaccare ma lo sforzo fisico risulta in un aumento della sua temperatura corporea, accelerando il processo d'invecchiamento. Per proteggere la sua squadra, Bucciarati si aggrappa quindi a Prosciutto e si lancia dal treno in corsa. |                  |         |
| 16   | 129    | The Grateful Dead, seconda parte 「偉大なる死 その②」 - Za Gureitofuru Deddo sono 2 | 25 gennaio 2019  |         |
| 16   | 129    | Prima che possa cadere dal treno Pesci afferra Prosciutto con la lenza di Beach Boy, ma Bucciarati si sostituisce al sicario e lo fa precipitare sulle rotaie. Prosciutto rimane però incastrato sotto al treno, morente ma tenendo ancora attivo l'invecchiamento di The Grateful Dead. Vedendo il suo compagno lottare fino alla fine, Pesci attacca Bucciarati con la sua lenza attraverso i vagoni con rinnovata determinazione. Per salvarsi Bucciarati si scompone grazie a Sticky Fingers, arrivando addirittura a dividere in due il suo cuore per interrompere il proprio battito cardiaco e far perdere le sue tracce a Pesci. Il sicario cade nella trappola e ferma il treno, dando modo a Bucciarati di ricomporsi e di affrontarlo all'esterno. Bucciarati riesce a strangolare Pesci con la sua stessa lenza e poi lo fa a pezzi con Sticky Fingers per impedire che l'avversario si avventi sui suoi compagni che si trovano ancora dentro Coco Jumbo. Mentre anche Prosciutto soccombe alle sue ferite liberando i gangster e i passeggeri dall'invecchiamento, Bucciarati scopre che Trish ha risvegliato il proprio stand. La banda si rimette quindi in viaggio su un altro mezzo, seguita dal loro prossimo avversario: Melone. |                  |         |
| 17   | 130    | Baby Face 「ベイビィ・フェイス」 - Beibyi Feisu | 1º febbraio 2019 |         |
| 17   | 130    | Combinando un campione di sangue di Bucciarati trovato sul luogo dello scontro con Pesci con le informazioni genetiche di una viaggiatrice sul treno, Melone fa partorire alla donna uno stand controllabile a distanza: Baby Face. Lo stand neonato apprende rapidamente le nozioni base per svolgere il suo compito e quindi sale sulla moto di Melone per mettersi sulle tracce di Bucciarati seguendo il suo DNA. La gang intanto è ferma a qualche chilometro di distanza sulla strada e si prepara a rubare un'auto. Grazie alla sua abilità di dividere se stesso e gli altri in piccole parti e maneggiarle e riassemblarle a piacimento, Baby Face cattura Trish e Bucciarati, e attacca Giorno per impedirgli di allarmare il resto dei compagni. Giorno usa però Gold Experience per ricreare le parti mancanti del suo corpo e trasforma la mano del suo stand in una piragna per attaccare Baby Face dall'interno. |                  |         |
| 18   | 131    | Verso Venezia! 「ヴェネツィアに向かえ！」 - Venetsia ni mukae! | 8 febbraio 2019  |         |
| 18   | 131    | Baby Face resiste all'attacco e cresce grazie al l'aumento di esperienza ottenuto, mettendo in difficoltà Giorno. Giorno tuttavia gli fa assorbire la moto di Melone con un tranello, ustionandolo e mettendolo fuori combattimento quando la candela incendia la benzina a bordo. Melone non si dà per vinto e intende creare un nuovo stand con il sangue di Bucciarati ancora in suo possesso e una nuova madre, ma Giorno trasforma i resti di Baby Face in un serpente velenoso, il quale nel tentativo di ricongiungersi a Melone lo morde uccidendolo. Riavvolgendo il tempo con Moody Blues, il gruppo riceve da Pericolo l'ultimo ordine del boss, ovvero recuperare un disco nascosto presso la stazione di Venezia, che contiene gli ultimi dettagli su come consegnare Trish al boss; dopodiché Pericolo si suicida per prevenire fughe di notizie. La squadra si divide e Giorno e Mista sono incaricati di recuperare il disco; tuttavia anche la Squadra Esecuzioni apprende dell'esistenza del disco e, mentre i due attraversano in macchina il Ponte della Libertà, sono attaccati da Ghiaccio tramite il suo stand congelante White Album. Combinando i poteri dei loro stand, Giorno e Mista riescono a sbalzare Ghiaccio dal tetto della macchina, ma il sicario li raggiunge nuovamente ammantandosi con un'armatura di ghiaccio indistruttibile. In un'azione disperata, Giorno guida la macchina oltre la ringhiera per farla precipitare nella laguna. |                  |         |
| 19   | 132    | White Album 「ホワイト・アルバム」 - Howaito Arubamu | 15 febbraio 2019 |         |
| 19   | 132    | L'auto cade nella laguna, ma anche la grande massa d'acqua si rivela insufficiente a limitare i poteri di White Album, così che Ghiaccio può congelare l'acqua circostante la macchina e intrappolare Giorno e Mista. Dopo alcuni tentativi infruttuosi di lasciare la laguna e di attaccare Ghiaccio, Mista scorge un punto debole nell'armatura di Ghiaccio in forma di un foro per respirare posto dietro la nuca e gli spara contro un proiettile, ma Ghiaccio arriva addirittura a congelare l'aria intorno a lui e a far rimbalzare il proiettile che colpisce così Mista. Il sicario può così trovare indisturbato il disco. Ispirato da Giorno, Mista escogita un piano per farsi colpire dai propri stessi proiettili in modo da oscurare col suo sangue la vista di Ghiaccio e farlo cadere su uno sperone metallico affiorante da un lampione che lo trafigge al collo. Ghiaccio tenta di usare i suoi poteri per congelare la punta e impedire che penetri più in profondità nel collo, ma interviene Giorno che lo spinge con forza contro il lampione uccidendolo. Il giovane recupera poi il disco e guarisce Mista dalle sue ferite, mentre i due vengono raggiunti dal resto della squadra. |                  |         |
| 20   | 133    | L'ultimo ordine del boss 「ボスからの最終指令」 - Bosu kara no saishū shirei | 22 febbraio 2019 |         |
| 20   | 133    | La banda esamina il contenuto del disco, le cui istruzioni riportano che un solo membro della squadra deve accompagnare Trish in cima al campanile della basilica di San Giorgio Maggiore per consegnare la ragazza al boss. Bucciarati si assume l'incarico in qualità di capo mentre gli altri aspettano sulla barca, ma porta con sé anche una spilla trasformata da Giorno in un localizzatore con l'intento di fissarla di nascosto al boss e scoprire così la sua identità. Bucciarati e Trish salgono quindi in ascensore il campanile, ma quando raggiungono la cima l'uomo si accorge che la ragazza è scomparsa e che sta tenendo solo la sua mano mozzata. Deluso e infuriato dal fatto che il boss non si faccia scrupoli a uccidere la sua stessa figlia per proteggere la propria identità, Bucciarati riesce a fissare la spilla sul capo e decide di provare direttamente a ucciderlo. Seguitolo nella cripta della basilica, Bucciarati attacca il boss, il quale tuttavia ricorre al suo stand King Crimson per confonderlo e trapassarlo con un pugno. |                  |         |
| 21   | 134    | Il mistero di King Crimson 「キング・クリムゾンの謎」 - Kingu Kurimuzon no nazo | 1º marzo 2019    |         |
| 21   | 134    | Viene rivelato che King Crimson possiede l'abilità di cancellare il tempo per alcuni secondi, durante i quali il boss è l'unico a potersi muovere, potendo così prevedere e anticipare i movimenti altrui e interagire liberamente con l'ambiente circostante mentre nessun altro è in grado di ricordare ciò che accade in quegli istanti. Grazie a un diversivo, tuttavia, Bucciarati riesce a fuggire dal boss e dalla cripta insieme a Trish, emergendo nella chiesa dove viene trovato da Giorno. Nonostante il tentativo di Giorno di rianimare Bucciarati, questi sembra soccombere alle sue ferite, salvo risvegliarsi subito dopo. I tre vengono poi raggiunti dal resto della squadra, spingendo il boss a interrompere l'inseguimento e a ritirarsi per non rischiare di rivelare la propria identità. Giunti alla barca, Bucciarati annuncia di aver tradito il boss e il motivo delle sue azioni, dando modo ai suoi sottoposti di scegliere se schierarsi con lui o con la cosca; dopo un attimo di esitazione, uno per uno i membri della squadra si uniscono a Bucciarati, a eccezione di Fugo. Mentre il gruppo tenta di lasciare Venezia, il boss impartisce ai suoi uomini l'ordine di dare loro la caccia. |                  |         |
| 21.5 | 134.5  | 「ジョジョの奇妙な冒険 黄金の風 determinazione」 - JoJo no kimyō na bōken determinazione | 8 marzo 2019     |         |
| 21.5 | 134.5  | Episodio riassuntivo degli eventi dalla puntata 14 alla 21. |                  |         |
| 22   | 135    | Le due "G" di "coraggio" 「ガッツの「G」」 - Gattsu no 'Jī' | 15 marzo 2019    |         |
| 22   | 135    | Temendo di essere presto inseguiti dai membri d'élite di Passione, la banda decide di lasciare Venezia al più presto per recarsi in Sardegna, di cui a detta di Trish suo padre è originario e dove potrebbero trovarsi indizi per risalire alla sua identità. Durante una breve sosta per rifocillarsi, Narancia nota un pesce metallico nella sua zuppa, il quale lo attacca strappandogli la lingua e impedendogli di allertare gli altri. Il pesce si rivela essere lo stand Clash, controllato a distanza da Squalo e capace di attaccare e spostarsi ovunque ci sia acqua. Dopo che Giorno gli ricrea la lingua, Narancia comincia a fornire ai suoi compagni informazioni false e contraddittorie sul suo assalitore, costretto dallo stand Talking Head del partner di Squalo, Tiziano, che ha preso possesso della sua lingua. Narancia attira i suoi compagni nel bagno, cercando però di rimuovere ogni traccia di liquido per impedire al pesce di riapparire. A causa del suo strano comportamento i suoi compagni si allontanano pensando a uno scherzo, tranne Giorno, il quale, sospettando qualcosa, si avvicina per esaminare Narancia e viene azzannato alla gola da Clash. |                  |         |
| 23   | 136    | Clash e Talking Head 「クラッシュとトーキング・ヘッド」 - Kurasshu to Tōkingu Heddo | 22 marzo 2019    |         |
| 23   | 136    | Sempre azzannando fermamente Giorno, Clash inizia a teletrasportarsi tra liquidi e contenitori d'acqua, rendendo difficile per Narancia seguirlo. Grazie al radar di Aerosmith, tuttavia, il giovane riesce ad anticipare e a ferire ripetutamente lo stand nemico, fino a quando un'esplosione causata da una fuga di gas non permette a Squalo di ritirare Clash e Giorno. Mentre il resto della squadra si riprende dallo schianto, Narancia si mette in cerca dei due sicari. Non riuscendo a localizzarli in mezzo alla folla neanche con l'aiuto di Aerosmith, il ragazzo si taglia platealmente la lingua, contenente ancora Talking Head, facendo andare Tiziano nel panico e riuscendo infine a individuare con il radar il suo respiro sempre più affannoso. Attaccati da Aerosmith, Tiziano si sacrifica per dare modo a Squalo di contrattaccare attraverso il suo stesso sangue, ma Narancia riesce a uccidere anche lui. Eliminato il pericolo, la banda si riunisce e riprende poi la barca per raggiungere l'aeroporto e dirigersi verso la Sardegna. |                  |         |
| 24   | 137    | Notorious B.I.G. 「ノトーリアス・B・I・G」 - Notōriasu Biggu | 29 marzo 2019    |         |
| 24   | 137    | Il gruppo sequestra un aereo per dirigersi in Sardegna, e Abbacchio usa il suo Moody Blues per ricrearne il pilota e poterlo manovrare. Poco prima della partenza, però, Mista vede un uomo, Carne, avvicinarsi minacciosamente all'aereo e, rivelandosi dotato di stand, lo uccide prontamente. Giorno si assicura che Carne sia morto, nutrendo qualche sospetto sulla facilità con cui si è fatto uccidere. Mentre sono in volo, Giorno si accorge infatti che lo stand di Carne, Notorious B.I.G., si è attivato dopo la morte del suo utilizzatore ed è riuscito a salire sul velivolo. Lo stand assume la forma di una massa informe che inizia a inglobare ogni cosa, individuando le sue vittime tramite i loro movimenti. Dopo aver ferito gravemente Mista e Narancia, Giorno riesce a sbarazzarsi dello stand nemico lanciandolo fuori dall'aereo, al costo però delle sue braccia. Poiché il potere di Gold Experience proviene dai suoi pugni, Giorno si ritrova impossibilitato a curare le sue ferite e quelle di Mista e Narancia, così Bucciarati porta tutti e tre al sicuro dentro la tartaruga e nella cabina di pilotaggio. Rimasta sola, Trish si accorge che Notorious B.I.G. è riuscito a rientrare nell'aereo dopo essersi aggrappato appena in tempo ad esso. Rimanendo ferma per evitare di essere attaccata, la ragazza nota a terra una spilla di Giorno, che il ragazzo ha trasformato nel suo braccio sinistro prima di tagliarselo in modo da poter curare se stesso e gli altri in seguito. Ella tenta di prendere la spilla, ma i suoi movimenti attirano lo stand nemico. |                  |         |
| 25   | 138    | Spice Girl 「スパイス・ガール」 - Supaisu Gāru | 5 aprile 2019    |         |
| 25   | 138    | Notorious B.I.G attacca Trish, ma la ragazza viene tempestivamente salvata dall'intervento del suo stand, che si è risvegliato in lei avvertendo il pericolo in cui si trovava. Lo stand, chiamato Spice Girl, spiega a Trish il suo potere, ovvero rendere gommosa qualsiasi superficie, e la ragazza lo usa per spingere Notorious B.I.G. ad attaccare un orologio ticchettante presente in un armadietto nella zona posteriore dell'aereo. Sfruttando la distrazione dello stand, Trish raggiunge la cabina di pilotaggio per informare Bucciarati e Abbacchio della situazione, ma nel frattempo lo stand nemico ha raggiunto dimensioni enormi dopo aver inglobato il motore del velivolo. Con l'aereo fuori controllo, Trish usa il suo stand per trasformare l'intera cabina in un paracadute di fortuna, mentre l'aereo e Notorious B.I.G. precipitano nel Mar Tirreno. Notorious B.I.G. rimane così intrappolato tra le acque a causa del costante movimento delle onde, finendo col diventare una sorta di mostro marino. Grazie alla spilla, Giorno cura Mista e Narancia, e il gruppo, creduto morto nello schianto aereo, raggiunge infine la Sardegna. Tuttavia, il boss percepisce che la squadra è sopravvissuta e che Trish ha risvegliato il suo stand. Temendo che la ragazza possa ricostruire il suo passato, l'uomo si dirige personalmente in Sardegna per impedire al gruppo di scoprire la sua identità. |                  |         |
| 26   | 139    | Una storia dal passato - Il mio nome è Doppio 「ほんの少し昔の物語 ~ぼくの名はドッピオ~」 - Honno sukoshi mukashi no monogatari: boku no na wa Doppio | 12 aprile 2019   |         |
| 26   | 139    | Il boss si reca in Sardegna nascondendo la sua vera identità dietro il suo alter ego di Doppio, un ragazzo gentile e impacciato che si considera il più fedele subordinato del boss e che non è consapevole di essere in realtà una sua personalità. Controllandolo tramite una connessione telefonica immaginaria, il boss spedisce Doppio in Costa Smeralda, sul luogo dove anni prima aveva scattato una foto alla madre di Trish e dove nel frattempo sono giunti anche Bucciarati e i suoi uomini. Nel luogo è però appostato il capo della Squadra Esecuzioni Risotto Nero, il quale, pur non riconoscendo in Doppio il boss, è insospettito dal suo comportamento. Risotto utilizza il suo stand Metallica per trasformare il ferro nel corpo di Doppio in rasoi e aghi che lacerano il corpo del giovane dall'interno. Il boss chiede allora a Doppio di avvicinarsi entro due metri da Risotto per poter uccidere l'assassino col suo King Crimson. |                  |         |
| 27   | 140    | King Crimson contro Metallica 「キング・クリムゾン vs. メタリカ」 - Kingu Kurimuzon vs. Metarika | 19 aprile 2019   |         |
| 27   | 140    | Il boss concede a Doppio di usare il potere di King Crimson, Epitaph, per predire brevemente il futuro e scoprire così i movimenti e le intenzioni di Risotto Nero. Grazie a Epitaph Doppio riesce a evitare due attacchi di Risotto e a tagliargli un piede, che però il sicario si riattacca con delle graffette create da Metallica. Risotto ottiene pian piano il sopravvento grazie al potere del suo stand di privare Doppio del ferro nel sangue, causandogli difficoltà respiratorie e di ossigenazione e indebolendolo al punto da rendergli impossibile continuare a combattere. Risotto si appresta a infliggere il colpo di grazia, ma Doppio attira l'attenzione del gruppo di Bucciarati, e Risotto viene attaccato alle spalle da Aerosmith, che stava pattugliando la zona e aveva individuato la posizione del sicario dal suo respiro. In punto di morte Risotto si rende infine conto che Doppio non è altri che il boss. |                  |         |
| 28   | 141    | Sotto un cielo che sembra cadere 「今にも落ちて来そうな空の下で」 - Ima ni mo ochite kisō na sora no shita de | 26 aprile 2019   |         |
| 28   | 141    | Risotto usa i suoi ultimi istanti di vita per farsi attaccare insieme al boss da Aerosmith, ma King Crimson cancella il tempo ed evita così i proiettili. Mentre Abbacchio rimane sulla spiaggia, riavvolgendo il passato con Moody Blues per giungere all'istante in cui il boss aveva scattato la fotografia e ricreare così il suo volto, Bucciarati e Narancia si dirigono sul luogo del combattimento. Il boss però nel frattempo si riprende bevendo il sangue di un rospo, e si avvicina ad Abbacchio sulla spiaggia impersonando un ragazzo che gioca con la palla. Mentre Abbacchio è distratto da altri ragazzi, il boss lo ferisce quindi a morte. Quando il resto della banda giunge sul posto, per Abbacchio è ormai troppo tardi, ma Giorno scopre che poco prima di morire il loro compagno ha finito di riavvolgere il tempo con Moody Blues e ha lasciato loro un ultimo indizio scolpendo il volto del boss su una colonna vicina. |                  |         |
| 28.5 | 141.5  | 「ジョジョの奇妙な冒険 黄金の風 destino」 - JoJo no kimyō na bōken destino | 3 maggio 2019    |         |
| 28.5 | 141.5  | Episodio riassuntivo degli eventi dalla puntata 22 alla 28. |                  |         |
| 29   | 142    | La destinazione è Roma, Colosseo! 「目的地はローマ！コロッセオ」 - Mokutekichi wa Rōma! Korosseo | 10 maggio 2019   |         |
| 29   | 142    | Bucciarati e Giorno cercano senza successo negli archivi della polizia un volto corrispondente a quello del boss indicatogli da Abbacchio, quando improvvisamente vengono contattati tramite computer da una voce misteriosa che propone loro di allearsi per sconfiggere Diavolo. Lo sconosciuto afferma infatti che King Crimson è uno stand invincibile, eccetto forse sfruttando una Freccia, di cui lui è in possesso, per ottenere un potere ancora superiore. Egli rivela inoltre l'origine delle Frecce, che furono create a partire da un meteorite caduto in Groenlandia, contenente un virus letale nella maggior parte dei casi ma in grado di conferire poteri sovrumani ai soggetti che ne sopravvivono l'infezione. Convinto della bontà dell'offerta, Bucciarati accetta di raggiungere l'interlocutore al Colosseo di Roma. Nel frattempo Diavolo dà a malincuore ordine agli ultimi e più temibili membri del suo corpo d'élite, Cioccolata e Secco, di intercettare il gruppo di Bucciarati. Il team sbarca in un piccolo paesino poco lontano da Roma, ma non appena mettono piede a terra finiscono nell'imboscata tesa da Cioccolata, il quale usa il suo stand Green Day per diffondere una muffa mortale che divora il corpo delle vittime. Il gruppo si accorge che la muffa si attiva solo se ci si muove verso il basso; Mista quindi spara al motore della barca, causando un'esplosione che scaglia tutti verso l'alto sul molo. |                  |         |
| 30   | 143    | Green Day e Oasis, prima parte 「グリーン・ディとオアシス その①」 - Gurīn Dei to Oashisu sono 1 | 17 maggio 2019   |         |
| 30   | 143    | Mentre Narancia, Trisha e Giorno si riprendono dalle ferite nella tartaruga, Bucciarati e Mista si incamminano in alto verso il paese per sfuggire alla muffa di Cioccolata. Durante il cammino sono però attaccati da Secco, che tramite il suo stand Oasis può rendere malleabile il terreno e spostarcisi liberamente attraverso; egli cerca di far sprofondare i due verso il basso in modo da attivare Green Day. Per guadagnare tempo Bucciarati salta da un precipizio, attirando e ferendo Secco, il quale si sorprende che la muffa, che dovrebbe colpire tutti gli esseri viventi, sembra non affligere Bucciarati. Il gruppo riesce così a rubare una macchina e a dirigersi verso Roma. Nell'auto Giorno nota che Bucciarati è ferito, la sua pelle è fredda e non ha polso; l'amico gli rivela quindi che nel combattimento contro il boss a Venezia è effettivamente morto, e solo l'abilità di Golden Experience nel curare le sue ferite ha permesso al suo corpo di continuare a muoversi, ma ormai il suo tempo è quasi terminato. Giunto a Roma il gruppo viene attaccato nuovamente da Cioccolata e Secco, che li hanno seguiti in elicottero spargendo la muffa di Green Day sulla città. Combinando le loro abilità, Giorno e Mista riescono a fermare l'elicottero in volo con delle radici, mentre Bucciarati si prepara a combattere contro Secco che lo attacca da terra. |                  |         |
| 31   | 144    | Green Day e Oasis, seconda parte 「グリーン・ディとオアシス その②」 - Gurīn Dei to Oashisu sono 2 | 24 maggio 2019   |         |
| 31   | 144    | Bucciarati si trova subito in difficoltà per via della velocità, della forza e dei riflessi superiori di Secco. Giorno e Mista si arrampicano intanto verso l'elicottero; Mista spara al veicolo con Sex Pistols, ma i proiettili non riescono a trovare Cioccolata e vengono invece feriti, incapacitando Mista. Giorno e Pistol No. 5 si introducono nell'elicottero dove vengono attaccati a sorpresa da Cioccolata, che si è nascosto dissezionando chirurgicamente il suo corpo in più parti, e che cerca di far precipitare il ragazzo di sotto per farlo cadere vittima della muffa di Green Day. Giorno riesce infine a ferire Cioccolata alla testa tramite un proiettile di Mista e a farlo cadere esanime. Cioccolata però rivela di essersi finto morto e di voler uccidere Mista con il suo braccio ancora reciso. A quel punto il proiettile che Giorno aveva sparato all'avversario si trasforma in un coleottero, che gli scava nella testa, e Giorno usa Gold Experience per riempire di pugni il nemico e finirlo. Al suolo Secco si prepara ad attaccare nuovamente Bucciarati mentre un uomo li osserva dal Colosseo con un binocolo. |                  |         |
| 32   | 145    | Green Day e Oasis, terza parte 「グリーン・ディとオアシス その③」 - Gurīn Dei to Oashisu sono 3 | 31 maggio 2019   |         |
| 32   | 145    | Secco riceve un ultimo messaggio da Cioccolata in cui il compagno gli rivela di aver scoperto che il gruppo di Bucciarati intende incontrare qualcuno al Colosseo che ha un piano per sconfiggere il boss. Lo sconosciuto si rivela essere Jean Pierre Polnareff, il cui corpo è ora mutilato e costretto su una sedia a rotelle. Bucciarati usa Sticky Fingers per fuggire sottoterra dal suo avversario verso il Colosseo sperando di far perdere le proprie tracce, ma Secco lo insegue sfruttando l'abilità di Oasis e il suo udito altamente sviluppato. Proprio quando Secco sembra avere la meglio tramite una pioggia di rocce appuntite che feriscono Bucciarati, il giovane fa scoppiare gli pneumatici di una macchina vicina per spaccare i timpani del nemico. Ormai in svantaggio, Secco prende in ostaggio un ragazzo che si trova lì e che casualmente è proprio Doppio, il quale è giunto nella capitale seguendo il segnale di Cioccolata; tramite Sticky Fingers Bucciarati ferisce Secco al collo, facendolo cadere dissanguato in un camion dei rifiuti e lasciando illeso il ragazzo. Il corpo di Bucciarati inizia a cedere per via dei danni riportati, lasciandolo alla mercé di Doppio. |                  |         |
| 33   | 146    | Il suo nome è Diavolo 「そいつの名はディアボロ」 - Soitsu no na wa Diaboro | 7 giugno 2019    |         |
| 33   | 146    | Invece che uccidere Bucciarati Doppio decide di fingere di aiutarlo per scoprire chi è che deve incontrare. Quando Doppio si accorge che Bucciarati è di fatto morto, ha perso quasi del tutto l'uso dei sensi, e riesce solo a percepire lo spirito delle persone intorno a lui, Diavolo maschera la sua aura da quella della figlia Trish in modo da ingannarlo e poterlo accompagnare indisturbato all'interno del Colosseo. Qui incontrano Polnareff, che Diavolo riconosce in quanto anni prima i due si erano affrontati ed era stato lo stesso boss a infliggergli le pesanti menomazioni, lasciandolo poi per morto. Diavolo abbandona quindi Bucciarati per dirigersi da Polnareff e ucciderlo una volta per tutte. Anche Polnareff riconosce l'avversario, ma, nonostante ricorra a un metodo per tenere traccia del tempo cancellato da King Crimson, Diavolo lo ferisce mortalmente al petto. Prima di cadere esanime Polnareff infilza il suo stand Silver Chariot con la Freccia, che poi Diavolo recupera. Mentre al Colosseo convergono anche Giorno, Mista e Trish, una figura si materializza vicino a Diavolo. |                  |         |
| 34   | 147    | Requiem in silenzio, prima parte 「鎮魂歌は静かに奏でられる その①」 - Rekuiemu wa shizuka ni kanaderareru sono 1 | 14 giugno 2019   |         |
| 34   | 147    | La figura misteriosa si impossessa della Freccia e fa addormentare tutti gli abitanti della città. Quando i membri della squadra di Bucciarati si risvegliano, scoprono con meraviglia di essersi scambiati i corpi con la persona più vicina: Giorno con Narancia, e Mista con Trish, mentre ignorano chi possa trovarsi nel corpo dello svenuto Bucciarati. Tutti sono però ancora in grado di utilizzare i propri stand, che risultano invece potenziati. L'anima di Polnareff si è trasferita nel corpo della tartaruga. Egli spiega che lo scambio di corpi è un effetto del suo stand Silver Chariot, che dopo essere stato ferito dalla Freccia è diventato Chariot Requiem sfuggendo completamente al suo controllo. L'unico modo per sconfiggere Diavolo è recuperare la Freccia da Chariot Requiem, in quanto è convinto che contenga un potere ancora maggiore. Polnareff li mette inoltre in guardia sulla duplice natura del boss. Improvvisamente il gruppo vede Diavolo caricare Chariot Requiem, e, quando l'uomo evoca Sticky Fingers per attaccare, si rendono conto che Bucciarati è entrato nel corpo di Diavolo. |                  |         |
| 35   | 148    | Requiem in silenzio, seconda parte 「鎮魂歌は静かに奏でられる その②」 - Rekuiemu wa shizuka ni kanaderareru sono 2 | 21 giugno 2019   |         |
| 35   | 148    | I membri del gruppo tentano di appropriarsi della Freccia ma invano, in quanto Chariot Requiem, che è nato dal desiderio di Polnareff di proteggere l'artefatto a ogni costo, è in grado di ritorcergli contro i loro stessi stand. Bucciarati, deducendo che lui e Diavolo si sono scambiati l'anima, ordina a Mista di sparare al proprio corpo, che si sta intanto risvegliando, per immobilizzarlo. Tuttavia poco dopo il gruppo nota gli effetti del salto temporale di King Crimson, durante il quale il corpo di Giorno, all'interno del quale si trova Narancia, viene infilzato su delle sbarre di ferro. Giorno si affretta a guarire le ferite dell'amico ma Narancia è ormai morto, e così la sua anima rientra nel proprio corpo. Dall'attacco Polnareff deduce che a causa della doppia personalità del boss l'anima di Doppio debba essere finita nel corpo di Bucciarati, mentre quella di Diavolo si trova altrove. Il gruppo si mette allora all'inseguimento di Chariot Requiem riuscendo a fargli cadere la Freccia di mano. Polnareff, che non è più un possessore di stand, è in grado di raccoglierla ma attira comunque l'attenzione di Chariot Requiem. |                  |         |
| 36   | 149    | Diavolo emerge 「ディアボロ浮上」 - Diaboro fujō | 28 giugno 2019   |         |
| 36   | 149    | Al Colosseo Doppio muore in solitudine nel corpo di Bucciarati. Chariot Requiem tenta di attaccare Polnareff, ma lo lascia stare e si allontana dopo aver recuperato la Freccia in quanto si è già attivato un altro suo potere che provoca strane mutazioni agli organismi vicini. Durante l'attacco la pistola di Mista si rompe, ed esaminandola Giorno deduce che si è trattato di un sabotaggio da parte di Diavolo, che deve pertanto nascondersi all'interno di uno dei loro corpi. Il ragazzo intende stabilire dove si trova l'anima di Diavolo ispezionando a turno i suoi compagni tramite Gold Experience. Quando Giorno si avvicina a Bucciarati, Diavolo è costretto a manifestarsi dal corpo di Mista, ferisce Giorno, e preso il controllo di Spice Girl e di Trish si lancia all'inseguimento di Chariot Requiem, avendone compreso il potere. Lo stand è infatti in grado di reagire agli attacchi perché è la manifestazione dell'ombra proiettata dall'anima di ognuno; distruggendo la sorgente luminosa che Chariot genera dietro di lui Diavolo riesce a sgretolare lo stand e a raccogliere la Freccia. Tramite l'intervento di Giorno e di Trish, però, l'oggetto gli viene fatto cadere di mano verso Mista e Bucciarati. Diavolo colpisce allora brutalmente Spice Girl per scagliare il corpo di Mista e sé stesso verso la Freccia. |                  |         |
| 37   | 150    | Il re dei re 「王の中の王」 - Kingu obu Kingusu | 5 luglio 2019    |         |
| 37   | 150    | Prima che Diavolo possa afferrare la Freccia Bucciarati distrugge quel che resta di Chariot Requiem, annullando gli effetti del suo potere e causando il ritorno di tutte le anime nei loro rispettivi corpi. Poiché il suo involucro è già morto, l'anima di Bucciarati sale al cielo; prima di sparire ringrazia Giorno per aver ridato un senso alla sua vita dopo il loro primo incontro e gli affida la Freccia. Disperato, Diavolo valuta per un momento di fuggire, ma in seguito si lancia su Giorno convinto di avere il diritto e la forza per ottenere ciò che gli spetta. Giorno trafigge allora Gold Experience con la Freccia e, dopo che il suo vecchio guscio viene sbriciolato dal colpo di Diavolo, lo stand assorbe l'oggetto al suo interno e si tramuta in Gold Experience Requiem. Ancora convinto di poter prevalere per via di una visione mostratagli da Epitaph, Diavolo usa King Crimson per cancellare il tempo e attaccare Giorno, ma Gold Experience Requiem ne annulla l'effetto e riavvolge il tempo al momento dell'attivazione dell'abilità di King Crimson. Poi lo stand colpisce Diavolo, che è ormai incapace di opporsi, con una raffica di pugni. |                  |         |
| 38   | 151    | Gold Experience Requiem 「ゴールド・E・レクイエム」 - Gōrudo Ekusuperiensu Rekuiemu | 28 luglio 2019   |         |
| 38   | 151    | Ferito mortalmente da Gold Experience Requiem, Diavolo cade nel fiume. Non ancora domo cerca di strisciare in un tunnel ma viene accoltellato da un senzatetto sotto l'influsso di droghe. Il boss si risveglia poi su un tavolo operatorio, cosciente ma incapace di muoversi. Una donna inizia a compiere un'autopsia sul suo corpo e Diavolo muore un'altra volta per il dolore. Di nuovo si riprende, questa volta sul ciglio di una strada, ma proprio mentre inizia a comprendere quel che accade un cane lo fa cadere sulla via dove viene investito da un'auto. Nel frattempo Trish incita Giorno a inseguire Diavolo per assicurarsi del suo decesso; il ragazzo però afferma che non è necessario in quanto a causa del potere di Gold Experience Requiem Diavolo è stato condannato a rivivere in eterno la propria morte. In un flashback a prima che Bucciarati e la sua squadra incontrino Giorno, un fiorista chiede a Bucciarati di vendicare la morte di sua figlia, che apparentemente si è suicidata ma che l'uomo sospetta essere stata uccisa dal suo fidanzato, uno scultore chiamato Scolippi. Mista, incaricato di interrogare l'uomo, lungo la strada nota degli strani blocchi di pietra sferici. Mista si fa sempre più sospettoso quando, incontrato Scolippi, si accorge che lo scultore è un possessore di stand e nota un blocco di pietra che raffigura la morte di Bucciarati. |                  |         |
| 39   | 152    | Schiavi sopiti 「眠れる奴隷」 - Nemureru dorei | 28 luglio 2019   |         |
| 39   | 152    | Mista obbliga Scolippi a dirgli tutta la verità: lo scultore afferma che il suo stand Rolling Stones prende la forma di rocce con le fattezze di persone che sono destinate a morire a breve, e che se l'interessato tocca la pietra ha la possibilità di accettare immediatamente la sua morte. La figlia del fioraio aveva toccato la roccia e, scoperto che sarebbe morta, aveva preferito suicidarsi per permettere ai suoi organi di venire trapiantati nel padre malato. Scoperta la cosa Mista cerca di impedire a Bucciarati di toccare la pietra, arrivando a gettarsi dal palazzo di Scolippi per distruggerla. Mentre i due si allontanano, però, non si accorgono che Rolling Stones assume la forma di Bucciarati, Abbacchio e Narancia, e che quindi il loro destino è segnato fin dall'inizio. Nel presente il gruppo scopre che Polnareff è ancora vivo nel corpo della tartaruga, e Giorno decide di affidargli la Freccia per tenerla al sicuro. Qualche tempo dopo, alla presenza di Mista, Polnareff e degli altri capi, Giorno diventa il nuovo boss di Passione. |                  |         |

## DVD

### Giappone
Gli episodi de Le bizzarre avventure di JoJo: Vento Aureo sono stati pubblicati per il mercato home video nipponico in edizione DVD, quattro per disco tranne l'ultimo, dal 19 dicembre 2018 al 13 novembre 2019.
| N° | Data              | Dischi | Episodi | Extra | Fonte  |
| -- | ----------------- | ------ | ------- | ----- | ------ |
| 1  | 19 dicembre 2018  | 1      | 1-4     | /     | [ 6 ]  |
| 2  | 13 febbraio 2019  | 1      | 5-8     | /     | [ 7 ]  |
| 3  | 13 marzo 2019     | 1      | 9-12    | /     | [ 8 ]  |
| 4  | 10 aprile 2019    | 1      | 13-16   | /     | [ 9 ]  |
| 5  | 15 maggio 2019    | 1      | 17-20   | /     | [ 10 ] |
| 6  | 10 luglio 2019    | 1      | 21-24   | /     | [ 11 ] |
| 7  | 14 agosto 2019    | 1      | 25-28   | /     | [ 12 ] |
| 8  | 11 settembre 2019 | 1      | 29-32   | /     | [ 13 ] |
| 9  | 9 ottobre 2019    | 1      | 33-36   | /     | [ 14 ] |
| 10 | 13 novembre 2019  | 1      | 37-39   | /     | [ 15 ] |